# 921-es busz (Pécs)
A pécsi 921-es jelzésű autóbusz egy megszűnt éjszakai autóbuszvonal, a járatok a Hirdi elágazás - Hird, Kenderfonó - Vasas - Somogy - Búzakalász u. - Üszögi út - Koksz u. - Újhegy - Nagykozári út - Tüskésréti u. - Diófa u. - Főpályaudvar útvonalon közlekednek. Ellenkező irányban a 911-es járat közlekedtek.
A járat 2013. június 17. után 943-as számmal közlekedik, az Újhegy–Főpályaudvar vonalon megáll a 43-as vonal megállóiban is.

## Útvonala
A járatok útvonala:
| Hird, elágazás - Főpályaudvar: |
| --- |
| - Hird, elágazás - Zengő utca - Hird, kenderfonó - Hird, újtelep - Szőlőhegy - Temető - Vasas - Egészségház - Mázsaház - Somogy - Somogy temető - Somogy vasútállomás - Somogy-vasasi elágazás - Ördögárok - Danitz puszta - Eperfás utca - Koksz utca - Arasz utca - ABC áruház - Újhegy - Telephely, üzemanyagtöltő - Főpályaudvar |

## Hasznos linkek
- Az PK Zrt. hivatalos oldala
- Menetrend
- Megnézheti, hol tartanak a 921-es buszok